# Jan Pavel Martinovský
Jan Pavel Michal Martinovský (25. února 1808 Mělník — 7. listopadu 1873 Praha) byl český hudební skladatel, zaměřený především na písňovou tvorbu. Patřil ke starší generaci obrozeneckých skladatelů. Mimo jiné upravil lidové písně Karla Jaromíra Erbena pro klavírní doprovod a zhudebnil básně Matěje Havelky i dalších autorů.

## Život
Narodil se roku 1808 v Mělníku (údaje o datu narození se ve starších zdrojích liší, bývá uváděno např. 12. dubna nebo 24. února; novější již uvádí 25. února). První hudební vzdělání získal na národní škole v rodném městě. Poté navštěvoval školu ve Vysoké u Mělníka, kde ho učitel Kmoch cvičil ve hře na klavír na skladbách Josefa Segera.
Nejprve se chtěl stát učitelem, ale později změnil názor. V 17 letech nastoupil na piaristické gymnázium, kde šest let hrál na varhany. Po jeho absolvování byl přijat na filosofickou fakultu. Aby se mohl stát knězem, vstoupil roku 1834 do premonstrátského kláštera na Strahově; společně s ním byl přijat i pozdější básník Boleslav Jablonský. Oba tam navštěvoval Karel Jaromír Erben, s nímž se Martinovský seznámil už na filosofických studiích. V klášteře začal Martinovský skládat hudbu. K jeho prvním pracím patřilo Patero čtverohlasých zpěvů (1834), jeden z prvních českých kvartetů, a o rok později Šestero písní jednohlasých s průvodem piana.
Dne 24. prosince 1837 byl vysvěcen na kněze. Roku 1840 se stal varhaníkem na Strahově, po šesti letech převzal řízení kůru. V roce 1852 byl na vlastní žádost přeložen do Rakovníka jako ředitel a katecheta hlavní školy. Seznámil se tam s Matějem Havelkou a v letech 1852–1855 zhudebnil některé jeho básně. Roku 1855 byl jmenován ředitelem tamní vyšší reálné školy. Mimo jiné tam ve prospěch chudých studentů pořádal akademie, na kterých se hrály a zpívaly jeho skladby.
Poslední léta strávil ve Strahovském klášteře. Tam také 7. listopadu 1873 zemřel. Pohřben byl do klášterní hrobky na Malostranském hřbitově.

## Dílo
Martinovský byl známý jako autor písní. Patřil společně s Janem Kočím, Janem Adamem a Janem Vocelem k prvním obrozeneckým skladatelům. Úspěch jeho prvních prací vedl k tomu, že mu Karel Jaromír Erben svěřil zharmonizování sebraných lidových písní. První díl se setkal s příznivým ohlasem, nakladatel Hoffmann se nicméně z ne zcela jasných důvodů rozhodl svěřit pokračování jinému skladateli, Zikmundu Kolešovskému. Jeho provedení se ale příčilo duchu národních písní a další pokračování byla opět svěřena Martinovskému. Tato práce Martinovského neobyčejně proslavila. Získala také cenu od císaře Ferdinanda Dobrotivého; tu si ovšem ponechal nakladatel, zatímco skladateli nevyplatil ani honorář.
Knižně vyšly např.:
- Nápěvy písní národních v Čechách (1842–1850; slova: Karel Jaromír Erben)
- Pět Swato-Janských Hwězd (1845; slova: Ervín Antonín Weyrauch v překladu Boleslava Jablonského)
- Desatero písní s průvodem fortepiana (1858), původní skladby
- Sedmero písní (1860; slova: Václav Jaromír Picek)
- Patero zpěvů s průvodem Pianoforte (slova: Matěj Havelka)

V 60. letech vydal také církevní písně (Tys o bože, Vzývání ducha, Chvalozpěv na počest Cyrilla a Methoděje).